# 鱼化镇
鱼化镇，原为鱼化乡，是中华人民共和国四川省泸州市古蔺县曾经下辖的一个镇。2020年6月9日，撤销鱼化镇，将其所属行政区域划归龙山镇管辖。

## 行政区划
鱼化镇撤销前下辖以下地区：
鱼丰村、三合村、凤池村、苗沟村、双河村、正元村、旺龙村、老马村和人和村。